# Field (Familienname)
Field ist ein englischer Familienname.

## Namensträger

### Künstlername
- The Field (Axel Willner), schwedischer Musiker und Musikproduzent

### A
- Albert Field (1910–1990), australischer Politiker
- Andy Field (* 1973), britischer Psychologe und Hochschullehrer
- Anthony Field (* 1963), australischer Musiker und Schauspieler
- Ayda Field (* 1979), US-amerikanische Schauspielerin

### B
- Betty Field (1916–1973), US-amerikanische Schauspielerin
- Bruce Field (* 1947), australischer Hürdenläufer, Sprinter und Weitspringer
- Burton M. Field (* um 1957), pensionierter Generalleutnant der US Air Force

### C
- Charles William Field (1828–1892), US-amerikanischer General der Konföderierten
- Chelsea Field (* 1957), US-amerikanische Schauspielerin
- Christopher Field (* 1953), US-amerikanischer Klimaforscher
- Clint Field (* 1983), US-amerikanischer Autorennfahrer
- Courtney Field (* 1997), australische Bahnradsportlerin
- Cyrus W. Field (1819–1892), US-amerikanischer Geschäftsmann

### D
- David Dudley Field (1805–1894), US-amerikanischer Jurist und Rechtsreformer

### E
- Edward Field (* 1924), US-amerikanischer Dichter und Schriftsteller
- Elizabeth Field (* 1990), US-amerikanische Volleyballspielerin
- Erastus Salisbury Field (1805–1900), US-amerikanischer Maler und Fotograf
- Erica Field (* 1974), US-amerikanische Wirtschaftswissenschaftlerin und Hochschullehrerin
- Eugene Field (1850–1895), US-amerikanischer Autor

### F
- Felicity Field (* 1946), britische Skirennläuferin
- Fern Field (* 1934), US-amerikanische Filmproduzentin und Filmschaffende

- Frank Field (Meteorologe) (1923–2023), US-amerikanischer Meteorologe
- Frank Field (Politiker) (1942–2024), britischer Politiker (Labour Party)
- Frank H. Field (1922–2013), britischer Chemiker
- Frederick Field (Bibelforscher) (1801–1885), englischer Theologe und Bibelforscher
- Frederick Field (Chemiker) (1826–1885), englischer Chemiker
- Frederick Field (Admiral) (1871–1945), britischer Admiral und Erster Seelord
- Frederick Vanderbilt Field (1905–2000), US-amerikanischer Kommunist
- Frederick Field (Unternehmer) (* 1953), US-amerikanischer Unternehmer und Milliardär

### G
- George Field (Chemiker) (1777–1854), englischer Chemiker
- George Field (Astrophysiker) (1929–2024), amerikanischer Astrophysiker
- Gregg Field (* 1956), US-amerikanischer Jazzmusiker
- Guy Cromwell Field (1887–1955), britischer Philosoph

### H
- Hartry Field (* 1946), US-amerikanischer Philosoph
- Henry Field (Leichtathlet) (1878–1944), US-amerikanischer Weitspringer
- Henry F. Field (1843–1932), US-amerikanischer Politiker
- Henry P. Field († 1937), US-amerikanischer Rechtsanwalt und Lokalpolitiker (Republikanische Partei)
- Herbert H. Field (1868–1921), US-amerikanischer Zoologe und Dokumentationspionier

### I
- Ian Field (* 1986), britischer Radrennfahrer

### J
- James G. Field (1826–1901), amerikanischer Militär und Generalstaatsanwalt in Virginia
- Jennifer Field (Chemikerin) (Jennifer Alice Field), US-amerikanische Umweltchemikerin
- Jennifer Field (Drehbuchautorin), portugiesische Drehbuchautorin
- Jennifer Field (Schauspielerin) (Jennifer Anne Field; * 1981), US-amerikanische Schauspielerin, Synchronsprecherin und Model
- Jim Field Smith (* 1979), englischer Filmregisseur und -produzent
- John Field (1782–1837), irischer Komponist
- John Field (Bassist) (1913–1989), US-amerikanischer Jazzmusiker
- John Field-Richards (1878–1959), britischer Motorbootfahrer
- Joshua Field (um 1787–1863), britischer Ingenieur

### K
- Karin Field (* 1944), deutsche Schauspielerin
- Kate Field (1838–1896), US-amerikanische Journalistin

### L
- Lamar Field (1922–1998), US-amerikanischer Chemiker und Hochschullehrer
- Louise Field (* 1967), australische Tennisspielerin
- Luke Brandon Field (* 1988), britischer Schauspieler und Musiker

### M
- Margaret Field (1922–2011), US-amerikanische Schauspielerin
- Marisa Field (* 1987), kanadische Volleyballspielerin
- Mark Field (* 1964), britischer Politiker (Conservative Party)
- Marshall Field (1834–1906), US-amerikanischer Unternehmer
- Mary Field (1896–1968), US-amerikanische Regisseurin
- Maurice Field (Badminton), englischer Badmintonspieler
- Maurice Field (Rugbyspieler) (Maurice John Field; * 1964), irischer Rugby-Union-Spieler
- Megumi Field (* 2005), US-amerikanische Synchronschwimmerin
- Mervin Field († 2015), US-amerikanischer Statistiker und Meinungsforscher
- Michael Field, gemeinsames Pseudonym der englischen Schriftstellerinnen Katherine Harris Bradley und Edith Emma Cooper
- Michael Field (Mediziner) (1933–2014), US-amerikanischer Mediziner
- Michael Field (Politiker) (* 1948), australischer Politiker
- Michel Field (* 1954), französischer Moderator und Schriftsteller
- Moses W. Field (1828–1889), US-amerikanischer Politiker

### N
- Nathan Field (1587–um 1620 oder 1633), englischer Dramatiker und Schauspieler
- Noel Field (1904–1970), US-amerikanischer Diplomat

### P
- Paul Field (Musiker) (* 1961), australischer Musiker
- Paul Field (Bobfahrer) (* 1967), britischer Bobsportler
- Paul Field (Rugbyspieler), australischer Rugby-League-Spieler
- Patricia Field (* 1941), US-amerikanische Kostümbildnerin, Stylistin und Modedesignerin

### R
- Rachel Field (1894–1942), US-amerikanische Schriftstellerin
- Raymond Field (* 1944), irischer Geistlicher, Weihbischof in Dublin
- Rebecca Field (20. Jahrhundert), US-amerikanische Schauspielerin
- Richard Montgomery Field (1885–1961), US-amerikanischer Geologe und Paläontologe
- Richard Stockton Field (1803–1870), US-amerikanischer Politiker
- Robert Field (Maler) (1769–1819), englischer Maler
- Robert W. Field (* 1944), US-amerikanischer Chemiker
- Roger Field (* 1945), britischer Industriedesigner und Erfinder
- Ron Field (1934–1989), US-amerikanischer Choreograf und Tänzer
- Roy Field (1932–2002), britischer Special-Effects-Künstler

### S
- Sally Field (* 1946), US-amerikanische Schauspielerin
- Scott Field (1847–1931), US-amerikanischer Politiker
- Shirley Anne Field (1936–2023), britische Schauspielerin
- Stephen Dudley Field (1846–1913), US-amerikanischer Erfinder
- Stephen Johnson Field (1816–1899), US-amerikanischer Jurist
- Susan Field (1932–2005), britische Schauspielerin
- Syd Field (1935–2013), US-amerikanischer Schriftsteller und Drehbuchautor

### T
- Ted Field (* 1953), US-amerikanischer Motorsportmanager und Filmproduzent
- Thomas Field (* 1985), englischer Fußballspieler
- Todd Field (* 1964), US-amerikanischer Schauspieler, Filmregisseur und Drehbuchautor
- Troy Field (* 1993), US-amerikanischer Beachvolleyballspieler

### V
- Virginia Field (1917–1992), britische Schauspielerin

### W
- Walbridge A. Field (1833–1899), US-amerikanischer Politiker
- William Field (1790–1878), US-amerikanischer Politiker
- William Field, 1. Baron Field (1813–1907), britischer Jurist
- William Dewitt Field (1914–1992), US-amerikanischer Insektenkundler
- Winston Field (1904–1969), rhodesischer Politiker